# Liste der Nummer-eins-Hits in Deutschland (1985)
Diese Liste enthält alle Nummer-eins-Hits in Deutschland im Jahr 1985. Es gab in diesem Jahr 14 Nummer-eins-Singles und zwölf Nummer-eins-Alben.

## Singles
| ← 1984 ← | Liste der Nummer-eins-Hits in Deutschland | Liste der Nummer-eins-Hits in Deutschland | Liste der Nummer-eins-Hits in Deutschland                                                                                             | 1986 →                    |
| \| Zeitraum \| Wo. ges. \| Interpret \| Titel Autor(en) \| Zusätzliche Informationen \| \| (Zeitraum, Wochen auf Platz eins, Interpret, Titel, Autor[en], zusätzliche Informationen) \| \| \| \| \| \| ----------------------------------------------------------------------------------------- \| -------- \| --------------- \| ------------------------------------------------------------------------------------------------------------------------------------- \| ------------------------- \| \| 10. Dezember 1984 – 6. Januar 1985 4 Wochen \| 4 \| Duran Duran \| The Wild Boys Nicholas James Bates, Simon John Charles Le Bon, Nigel John Taylor, Andrew Taylor, Roger Andrew Taylor \| – \| \| 7. Januar 1985 – 20. Januar 1985 2 Wochen \| 2 \| Band Aid \| Do They Know It’s Christmas? Bob Geldof, Midge Ure \| – \| \| 21. Januar 1985 – 3. Februar 1985 2 Wochen \| 2 \| Murray Head \| One Night in Bangkok Benny Göran Bror Andersson, Björn K. Ulvaeus, Timothy Miles Bindon Rice \| – \| \| 4. Februar 1985 – 3. März 1985 4 Wochen \| 4 \| Tears for Fears \| Shout Roland Orzabal, Ian Stanley \| – \| \| 4. März 1985 – 14. April 1985 6 Wochen \| 6 \| Modern Talking \| You’re My Heart, You’re My Soul Steve Benson \| – \| \| 15. April 1985 – 2. Juni 1985 7 Wochen \| 7 \| Opus \| Live Is Life Musik: Ewald Pfleger, Herwig Rüdisser, Kurt Plisnier, Günter Grasmuck, Peter Niklas Gruber; Text: Ewald Pfleger \| – \| \| 3. Juni 1985 – 9. Juni 1985 1 Woche \| 1 \| Modern Talking \| You Can Win If You Want Dieter Bohlen \| – \| \| 10. Juni 1985 – 21. Juli 1985 6 Wochen \| 6 \| Paul Hardcastle \| 19 Musik: Paul Hardcastle, Mike Oldfield; Text: Paul Hardcastle \| – \| \| 22. Juli 1985 – 18. August 1985 4 Wochen \| 4 \| Falco \| Rock Me Amadeus Musik: Robert J. Bolland, Ferdinand D. Bolland; Text: Robert J. Bolland, Ferdinand D. Bolland, Johann Hölzl \| – \| \| 19. August 1985 – 15. September 1985 4 Wochen \| 4 \| Tina Turner \| We Don’t Need Another Hero Graham Hamilton Lyle, Terry Britten \| – \| \| 16. September 1985 – 13. Oktober 1985 4 Wochen \| 4 \| Sandra \| (I’ll Never Be) Maria Magdalena Musik: Michael Cretu, Hubert Kemmler, Markus Löhr; Text: Richard William Palmer-James, Hubert Kemmler \| – \| \| 14. Oktober 1985 – 10. November 1985 4 Wochen \| 4 \| Modern Talking \| Cheri, Cheri Lady Dieter Bohlen \| – \| \| 11. November 1985 – 15. Dezember 1985 5 Wochen \| 5 \| a-ha \| Take on Me Pål Waaktaar-Savoy, Morten Harket, Magne Furuholmen \| – \| \| 16. Dezember 1985 – 12. Januar 1986 4 Wochen \| 4 \| Elton John \| Nikita Musik: Elton John; Text: Bernie Taupin \| – \| |                                           |                                           | |                           |
| ← 1984 |                                           |                                           | | → 1986 →                  |
| Zeitraum | Wo. ges.                                  | Interpret                                 | Titel Autor(en) | Zusätzliche Informationen |
| (Zeitraum, Wochen auf Platz eins, Interpret, Titel, Autor[en], zusätzliche Informationen) |                                           |                                           | |                           |
| 10. Dezember 1984 – 6. Januar 1985 4 Wochen | 4                                         | Duran Duran                               | The Wild Boys Nicholas James Bates, Simon John Charles Le Bon, Nigel John Taylor, Andrew Taylor, Roger Andrew Taylor                  | –                         |
| 7. Januar 1985 – 20. Januar 1985 2 Wochen | 2                                         | Band Aid                                  | Do They Know It’s Christmas? Bob Geldof, Midge Ure                                                                                    | –                         |
| 21. Januar 1985 – 3. Februar 1985 2 Wochen | 2                                         | Murray Head                               | One Night in Bangkok Benny Göran Bror Andersson, Björn K. Ulvaeus, Timothy Miles Bindon Rice                                          | –                         |
| 4. Februar 1985 – 3. März 1985 4 Wochen | 4                                         | Tears for Fears                           | Shout Roland Orzabal, Ian Stanley | –                         |
| 4. März 1985 – 14. April 1985 6 Wochen | 6                                         | Modern Talking                            | You’re My Heart, You’re My Soul Steve Benson                                                                                          | –                         |
| 15. April 1985 – 2. Juni 1985 7 Wochen | 7                                         | Opus                                      | Live Is Life Musik: Ewald Pfleger, Herwig Rüdisser, Kurt Plisnier, Günter Grasmuck, Peter Niklas Gruber; Text: Ewald Pfleger          | –                         |
| 3. Juni 1985 – 9. Juni 1985 1 Woche | 1                                         | Modern Talking                            | You Can Win If You Want Dieter Bohlen                                                                                                 | –                         |
| 10. Juni 1985 – 21. Juli 1985 6 Wochen | 6                                         | Paul Hardcastle                           | 19 Musik: Paul Hardcastle, Mike Oldfield; Text: Paul Hardcastle                                                                       | –                         |
| 22. Juli 1985 – 18. August 1985 4 Wochen | 4                                         | Falco                                     | Rock Me Amadeus Musik: Robert J. Bolland, Ferdinand D. Bolland; Text: Robert J. Bolland, Ferdinand D. Bolland, Johann Hölzl           | –                         |
| 19. August 1985 – 15. September 1985 4 Wochen | 4                                         | Tina Turner                               | We Don’t Need Another Hero Graham Hamilton Lyle, Terry Britten                                                                        | –                         |
| 16. September 1985 – 13. Oktober 1985 4 Wochen | 4                                         | Sandra                                    | (I’ll Never Be) Maria Magdalena Musik: Michael Cretu, Hubert Kemmler, Markus Löhr; Text: Richard William Palmer-James, Hubert Kemmler | –                         |
| 14. Oktober 1985 – 10. November 1985 4 Wochen | 4                                         | Modern Talking                            | Cheri, Cheri Lady Dieter Bohlen | –                         |
| 11. November 1985 – 15. Dezember 1985 5 Wochen | 5                                         | a-ha                                      | Take on Me Pål Waaktaar-Savoy, Morten Harket, Magne Furuholmen                                                                        | –                         |
| 16. Dezember 1985 – 12. Januar 1986 4 Wochen | 4                                         | Elton John                                | Nikita Musik: Elton John; Text: Bernie Taupin                                                                                         | –                         |

## Alben
| ← 1984 ← | Liste der Nummer-eins-Alben in Deutschland | Liste der Nummer-eins-Alben in Deutschland | Liste der Nummer-eins-Alben in Deutschland | 1986 →                    |
| \| Zeitraum \| Wo. ges. \| Interpret \| Titel \| Zusätzliche Informationen \| \| (Zeitraum, Wochen auf Platz eins, Interpret, Titel, zusätzliche Informationen) \| \| \| \| \| \| ------------------------------------------------------------------------------ \| -------- \| ------------------------ \| ------------------------ \| ------------------------- \| \| 24. Dezember 1984 – 27. Januar 1985 5 Wochen \| 5 \| Duran Duran \| Arena \| – \| \| 28. Januar 1985 – 3. Februar 1985 1 Woche (insgesamt 10) \| 10 \| Sade \| Diamond Life \| – \| \| 4. Februar 1985 – 10. März 1985 5 Wochen \| 5 \| Foreigner \| Agent Provocateur \| – \| \| 11. März 1985 – 17. März 1985 1 Woche \| 1 \| The Alan Parsons Project \| Vulture Culture \| – \| \| 18. März 1985 – 24. März 1985 1 Woche (insgesamt 9) \| 9 \| Phil Collins \| No Jacket Required \| – \| \| 25. März 1985 – 31. März 1985 1 Woche \| 1 \| Tears for Fears \| Songs from the Big Chair \| – \| \| 1. April 1985 – 26. Mai 1985 8 Wochen (insgesamt 9) \| 9 \| Phil Collins \| No Jacket Required \| – \| \| 27. Mai 1985 – 16. Juni 1985 3 Wochen (insgesamt 4) \| 4 \| Modern Talking \| The 1st Album \| – \| \| 17. Juni 1985 – 23. Juni 1985 1 Woche \| 1 \| Dire Straits \| Brothers in Arms \| – \| \| 24. Juni 1985 – 30. Juni 1985 1 Woche (insgesamt 4) \| 4 \| Modern Talking \| The 1st Album \| – \| \| 3. Juli 1985 – 15. September 1985 11 Wochen \| 11 \| Bruce Springsteen \| Born in the U.S.A. \| – \| \| 16. September 1985 – 22. September 1985 1 Woche \| 1 \| Madonna \| Like a Virgin \| – \| \| 23. September 1985 – 10. November 1985 7 Wochen \| 7 \| Peter Maffay \| Sonne in der Nacht \| – \| \| 11. November 1985 – 16. Februar 1986 14 Wochen \| 14 \| Jennifer Rush \| Movin’ \| – \| |                                            |                                            |                                            |                           |
| ← 1984 |                                            |                                            |                                            | → 1986 →                  |
| Zeitraum | Wo. ges.                                   | Interpret                                  | Titel                                      | Zusätzliche Informationen |
| (Zeitraum, Wochen auf Platz eins, Interpret, Titel, zusätzliche Informationen) |                                            |                                            |                                            |                           |
| 24. Dezember 1984 – 27. Januar 1985 5 Wochen | 5                                          | Duran Duran                                | Arena                                      | –                         |
| 28. Januar 1985 – 3. Februar 1985 1 Woche (insgesamt 10) | 10                                         | Sade                                       | Diamond Life                               | –                         |
| 4. Februar 1985 – 10. März 1985 5 Wochen | 5                                          | Foreigner                                  | Agent Provocateur                          | –                         |
| 11. März 1985 – 17. März 1985 1 Woche | 1                                          | The Alan Parsons Project                   | Vulture Culture                            | –                         |
| 18. März 1985 – 24. März 1985 1 Woche (insgesamt 9) | 9                                          | Phil Collins                               | No Jacket Required                         | –                         |
| 25. März 1985 – 31. März 1985 1 Woche | 1                                          | Tears for Fears                            | Songs from the Big Chair                   | –                         |
| 1. April 1985 – 26. Mai 1985 8 Wochen (insgesamt 9) | 9                                          | Phil Collins                               | No Jacket Required                         | –                         |
| 27. Mai 1985 – 16. Juni 1985 3 Wochen (insgesamt 4) | 4                                          | Modern Talking                             | The 1st Album                              | –                         |
| 17. Juni 1985 – 23. Juni 1985 1 Woche | 1                                          | Dire Straits                               | Brothers in Arms                           | –                         |
| 24. Juni 1985 – 30. Juni 1985 1 Woche (insgesamt 4) | 4                                          | Modern Talking                             | The 1st Album                              | –                         |
| 3. Juli 1985 – 15. September 1985 11 Wochen | 11                                         | Bruce Springsteen                          | Born in the U.S.A.                         | –                         |
| 16. September 1985 – 22. September 1985 1 Woche | 1                                          | Madonna                                    | Like a Virgin                              | –                         |
| 23. September 1985 – 10. November 1985 7 Wochen | 7                                          | Peter Maffay                               | Sonne in der Nacht                         | –                         |
| 11. November 1985 – 16. Februar 1986 14 Wochen | 14                                         | Jennifer Rush                              | Movin’                                     | –                         |

## Jahreshitparaden
| ← 1984 ← | Liste der Jahres-Nummer-eins-Hits in Deutschland | Liste der Jahres-Nummer-eins-Hits in Deutschland | Liste der Jahres-Nummer-eins-Hits in Deutschland | 1986 →   |
| \| Singles \| Position# \| Alben \| \| -------------------------------------------------------------------------------------------------------------------------------------------- \| --------- \| ------------------------------------ \| \| Live Is Life Opus Musik: Ewald Pfleger, Herwig Rüdisser, Kurt Plisnier, Günter Grasmuck, Peter Niklas Gruber; Text: Ewald Pfleger \| 1 \| Born in the U.S.A. Bruce Springsteen \| \| You’re My Heart, You’re My Soul Modern Talking Steve Benson \| 2 \| Private Dancer Tina Turner \| \| 19 Paul Hardcastle William Coutourie, Paul Hardcastle, Jonas McCord, Mike Oldfield \| 3 \| 4630 Bochum Herbert Grönemeyer \| \| Rock Me Amadeus Falco Musik: Robert J. Bolland, Ferdinand D. Bolland; Text: Robert J. Bolland, Ferdinand D. Bolland, Johann Hölzl \| 4 \| Like a Virgin Madonna \| \| (I’ll Never Be) Maria Magdalena Sandra Musik: Michael Cretu, Hubert Kemmler, Markus Löhr; Text: Richard William Palmer-James, Hubert Kemmler \| 5 \| Whose Side Are You On Matt Bianco \| \| We Don’t Need Another Hero Tina Turner Graham Hamilton Lyle, Terry Britten \| 6 \| Jennifer Rush \| \| One Night in Bangkok Murray Head Benny Göran Bror Andersson, Björn K. Ulvaeus, Timothy Miles Bindon Rice \| 7 \| Brothers in Arms Dire Straits \| \| Shout Tears for Fears Roland Orzabal, Ian Stanley \| 8 \| No Jacket Required Phil Collins \| \| Tarzan Boy Baltimora Musik: Maurizio Bassi; Text: Naimy Hackett \| 9 \| The 1st Album Modern Talking \| \| You Can Win If You Want Modern Talking Dieter Bohlen \| 10 \| Diamond Life Sade \| |                                                  |                                                  |                                                  |          |
| ← 1984 |                                                  |                                                  |                                                  | → 1986 → |
| Singles | Position#                                        | Alben                                            |                                                  |          |
| Live Is Life Opus Musik: Ewald Pfleger, Herwig Rüdisser, Kurt Plisnier, Günter Grasmuck, Peter Niklas Gruber; Text: Ewald Pfleger | 1                                                | Born in the U.S.A. Bruce Springsteen             |                                                  |          |
| You’re My Heart, You’re My Soul Modern Talking Steve Benson | 2                                                | Private Dancer Tina Turner                       |                                                  |          |
| 19 Paul Hardcastle William Coutourie, Paul Hardcastle, Jonas McCord, Mike Oldfield | 3                                                | 4630 Bochum Herbert Grönemeyer                   |                                                  |          |
| Rock Me Amadeus Falco Musik: Robert J. Bolland, Ferdinand D. Bolland; Text: Robert J. Bolland, Ferdinand D. Bolland, Johann Hölzl | 4                                                | Like a Virgin Madonna                            |                                                  |          |
| (I’ll Never Be) Maria Magdalena Sandra Musik: Michael Cretu, Hubert Kemmler, Markus Löhr; Text: Richard William Palmer-James, Hubert Kemmler | 5                                                | Whose Side Are You On Matt Bianco                |                                                  |          |
| We Don’t Need Another Hero Tina Turner Graham Hamilton Lyle, Terry Britten | 6                                                | Jennifer Rush                                    |                                                  |          |
| One Night in Bangkok Murray Head Benny Göran Bror Andersson, Björn K. Ulvaeus, Timothy Miles Bindon Rice | 7                                                | Brothers in Arms Dire Straits                    |                                                  |          |
| Shout Tears for Fears Roland Orzabal, Ian Stanley | 8                                                | No Jacket Required Phil Collins                  |                                                  |          |
| Tarzan Boy Baltimora Musik: Maurizio Bassi; Text: Naimy Hackett | 9                                                | The 1st Album Modern Talking                     |                                                  |          |
| You Can Win If You Want Modern Talking Dieter Bohlen | 10                                               | Diamond Life Sade                                |                                                  |          |